# Absolute
Absolute er et varemærke for opsamlingsalbum som blev ejet af EVA Records indtil 2002, og efterfølgende af NOW Music. Absolute startede i Sverige i 1986, og kom til Norge og Danmark i starten af 90'erne. Gennem årene er der blevet udgivet en lang række albums i serier såsom Absolute Music, Absolute Dance (Absolute Let's Dance til og med udgivelse 14), Absolute Hits Of og Absolute Christmas.

## Absolute Music
Se en separat liste over album i serien Absolute Music.

## Absolute Dance
| Titel                        | Udgivet | Salgs status                                             | Medie         |
| Absolute Let's Dance vol. 1  | 1993    | Det femtemest solgte kompilation-album i Danmark i 1993  | Cd/bånd/vinyl |
| Absolute Let's Dance opus 2  | 1993    | Det fjerdemest solgte kompilation-album i Danmark i 1993 | Cd/bånd/vinyl |
| Absolute Let's Dance opus 3  | 1993    | Ikke oplyst                                              | Cd/bånd/vinyl |
| Absolute Let's Dance opus 4  | 1994    | Ikke oplyst                                              | Cd/bånd       |
| Absolute Let's Dance opus 5  | 1994    | Ikke oplyst                                              | Cd/bånd       |
| Absolute Let's Dance opus 6  | 1994    | Ikke oplyst                                              | Cd/bånd       |
| Absolute Let's Dance opus 7  | 1995    | Ikke oplyst                                              | Cd/bånd       |
| Absolute Let's Dance opus 8  | 1995    | Ikke oplyst                                              | Cd/bånd       |
| Absolute Let's Dance opus 9  | 1995    | Ikke oplyst                                              | Cd/bånd       |
| Absolute Let's Dance opus 10 | 1995    | Ikke oplyst                                              | Cd            |
| Absolute Let's Dance opus 11 | 1996    | Ikke oplyst                                              | Cd            |
| Absolute Let's Dance opus 12 | 1996    | Ikke oplyst                                              | Cd            |
| Absolute Let's Dance opus 13 | 1996    | Ikke oplyst                                              | Cd            |
| Absolute Let's Dance opus 14 | 1996    | Ikke oplyst                                              | Cd            |
| Absolute Dance opus 15       | 1997    | Ikke oplyst                                              | Cd            |
| Absolute Dance opus 16       | 1997    | Ikke oplyst                                              | Cd            |
| Absolute Dance opus 17       | 1997    | Ikke oplyst                                              | Cd            |
| Absolute Dance opus 18       | 1997    | Ikke oplyst                                              | Cd            |
| Absolute Dance opus 19       | 1998    | Ikke oplyst                                              | Cd            |
| Absolute Dance opus 20       | 1998    | Ikke oplyst                                              | Cd            |
| Absolute Dance opus 21       | 1998    | Ikke oplyst                                              | Cd            |
| Absolute Dance opus 22       | 1998    | Ikke oplyst                                              | Cd            |
| Absolute Dance opus 23       | 1999    | Ikke oplyst                                              | Cd            |
| Absolute Dance opus 24       | 1999    | Ikke oplyst                                              | Cd            |
| Absolute Dance opus 25       | 1999    | Ikke oplyst                                              | Cd            |
| Absolute Dance opus 26       | 1999    | Ikke oplyst                                              | Cd            |
| Absolute Dance opus 27       | 2000    | Ikke oplyst                                              | Cd            |
| Absolute Dance opus 28       | 2000    | Ikke oplyst                                              | Cd            |
| Absolute Dance opus 29       | 2000    | Ikke oplyst                                              | Cd            |
| Absolute Dance opus 30       | 2000    | Platin                                                   | Cd            |
| Absolute Dance opus 31       | 2001    | Platin                                                   | Cd            |
| Absolute Dance opus 32       | 2001    | Platin                                                   | Cd            |
| Absolute Dance opus 33       | 2001    | Guld                                                     | Cd            |
| Absolute Dance opus 34       | 2001    | Guld                                                     | Cd            |
| Absolute Dance opus 35       | 2002    | Guld                                                     | Cd            |
| Absolute Dance opus 36       | 2002    | Guld                                                     | Cd            |
| Absolute Dance opus 37       | 2002    | Guld                                                     | Cd            |

## Absolute Non-Stop Party Dance
| Titel                                | Udgivet | Salgs status | Medie |
| Absolute Non-Stop Party Dance vol. 1 | 1995    | Ikke oplyst  | Cd    |
| Absolute Non-Stop Party Dance vol. 2 | 1995    | Ikke oplyst  | Cd    |
| Absolute Non-Stop Party Dance vol. 3 | 1996    | Ikke oplyst  | Cd    |

## Absolute Christmas
| Titel                   | Udgivet | Salgs status | Medie      |
| Absolute Christmas      | 1996    | Ikke oplyst  | Dobbelt-cd |
| Absolute Christmas 2    | 1997    | Ikke oplyst  | Dobbelt-cd |
| Absolute Christmas 3    | 1998    | Ikke oplyst  | Dobbelt-cd |
| Absolute Christmas 1999 | 1999    | Ikke oplyst  | Dobbelt-cd |
| Absolute Christmas 2000 | 2000    | Ikke oplyst  | Dobbelt-cd |
| Absolute Christmas 2001 | 2001    | Platin       | Dobbelt-cd |
| Absolute Christmas      | 2006    | Ikke oplyst  | Dobbelt-cd |

- Fra 2002-2005 og 2007-2012 blev Absolute Christmas udgivet under navnet NOW Christmas. Efterfølgende blev de udgivet som More Christmas og Most Wanted Christmas.

## Absolute Summer
| Titel                     | Udgivet       | Salgs status | Medie      |
| Absolute Summer vol. 1    | 2001          | Guld         | Dobbelt-cd |
| Absolute Summer volume 2  | 2002          | Ikke oplyst  | Dobbelt-cd |
| Absolute Summer Hits      | 14. juni 2011 | Ikke oplyst  | Dobbelt-cd |
| Absolute Summer Hits 2012 | 11. juni 2012 | Ikke oplyst  | 3-cd       |

## Absolute Reggae
| Titel             | Udgivet | Salgs status                                                                | Medie         |
| Absolute Reggae   | 1991    | Ikke oplyst for Danmark. 3-dobbelt platin i Sverige. Dobbelt platin i Norge | Cd/bånd/vinyl |
| Absolute Reggae 2 | 1993    | Ikke oplyst                                                                 | Cd/bånd       |
| Absolute Reggae 3 |         | Ikke oplyst                                                                 |               |

## Absolute New Country
| Titel                  | Udgivet | Salgs status | Medie |
| Absolute New Country   | 1994    | Ikke oplyst  | Cd    |
| Absolute New Country 2 | 1995    | Ikke oplyst  | Cd    |
| Absolute New Country 3 | 1995    | Ikke oplyst  | Cd    |
| Absolute New Country 4 | 1996    | Ikke oplyst  | Cd    |

## Absolute Hits Of
| Titel                     | Udgivet | Salgs status | Medie      |
| Absolute Hits Of The 50's | 1998    | Ikke oplyst  | Dobbelt-cd |
| Absolute Hits Of The 60's | 1997    | Ikke oplyst  | Dobbelt-cd |
| Absolute Hits Of The 70's | 1997    | Ikke oplyst  | Dobbelt-cd |
| Absolute Hits Of The 80's | 1997    | Ikke oplyst  | Dobbelt-cd |
| Absolute Hits Of The 90's | 1999    | Ikke oplyst  | Dobbelt-cd |

## Øvrige Absolute
| Titel                                          | Udgivet         | Salgs status | Medie      |
| Absolute Heartbeat Music 18 Original Lovesongs | 1995            | Ikke oplyst  | Cd         |
| Absolute Radio Hits 1                          | 2003            | Ikke oplyst  | Cd         |
| Absolute Greatest Love Songs                   | 5. februar 2007 | Ikke oplyst  | Dobbelt-cd |
| Absolute Disco                                 | 26. marts 2007  | Ikke oplyst  | 3-cd       |
| Absolute Kids                                  | 12. marts 2012  | Ikke oplyst  | Cd         |

- Absolute Cinema blev udgivet 5. oktober 1992. Albummet indeholdt 28 filmhits, bl.a. "Bohemian Rhapsody", "The Heat Is On" og "The Power of Love".
- Greatest Love Songs 2[1], som er opfølgeren til Absolute Greatest Love Songs, blev udgivet af Sony BMG den 28. januar 2008.
- Af øvrige Absolute-albums er der Absolute Young Stars-serien, som består af 8 udgivelser, hvoraf en del udkom under navnet X-treme Young Stars. Serien udkom fra 1997 til 2001 og bestod af aktuel popmusik fra yngre musikere. Udgivelse nr. 7 solgte til guld.
- Af øvrige X-treme albums er der X-treme R&b, volume one (1998), X-treme Dancemix, volume one (1998) og X-treme Powerful Women (1999).